# Automatisering

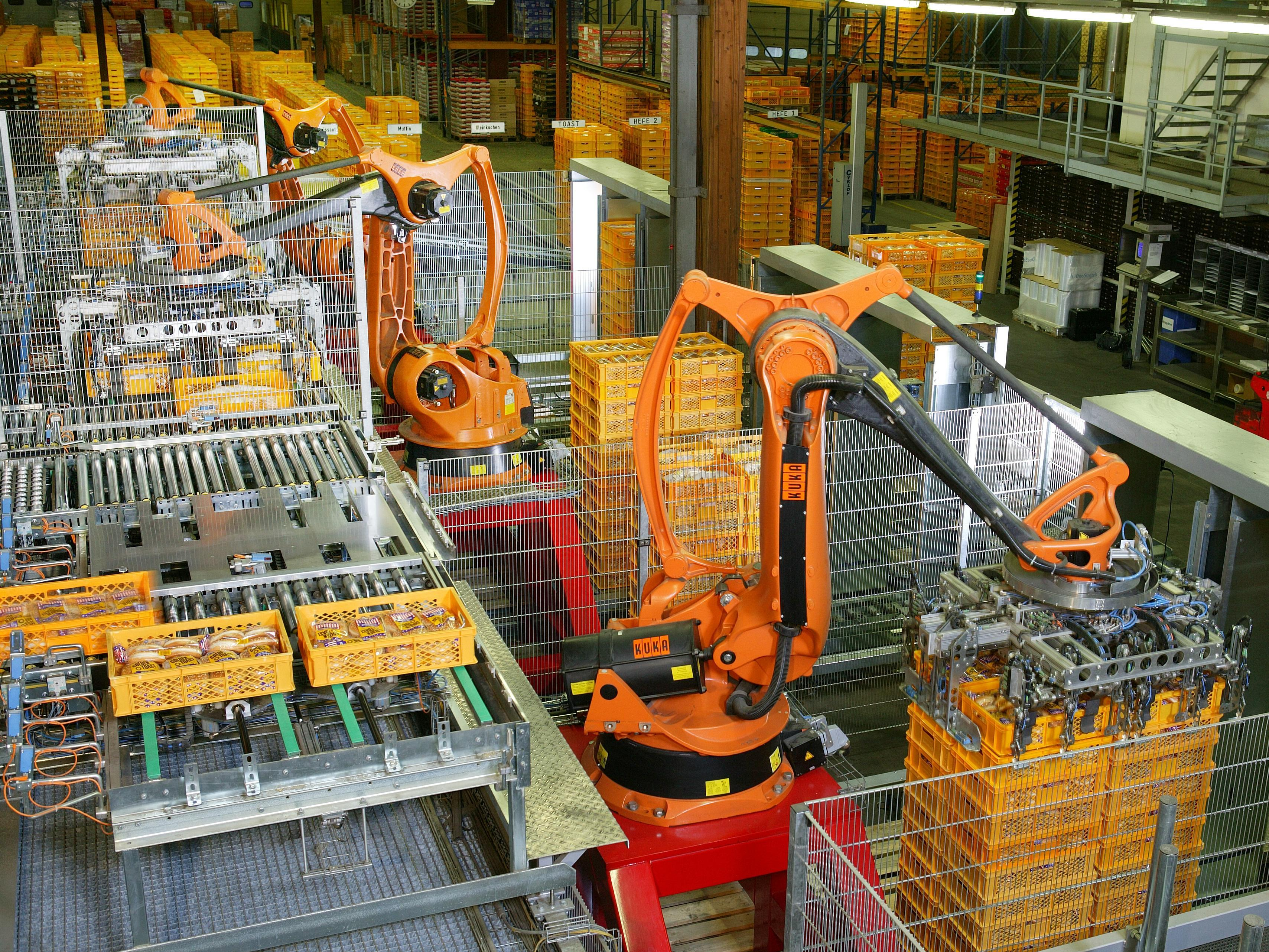
Voorbeeld van automatisering: een robot neemt het werk van mensen over in deze bakkerij

Automatisering is het vervangen van menselijke arbeid door machines of computers en computerprogramma's. De drijfveer is economisch: de som van arbeid en grondstofverbruik is na automatisering kleiner dan daarvoor.
Er zijn verschillende vormen van automatisering: kantoorautomatisering, industriële automatisering, grafische automatisering en overige automatisering.
Vormen van automatisering zijn overal te vinden. Verkeerslichten worden bediend door een geautomatiseerd systeem. De kassa in de winkel die de boodschappen afrekent doet meer dan alleen een optelling maken van de prijs van de artikelen: het is ook de basis voor een voorraadbeheerssysteem. Zodra er een artikel verkocht wordt, wordt dit meteen uitgeboekt en kan een vervangend exemplaar besteld worden. Uitzendingen op de radio worden vaak via computerprogramma's bediend.
Andere, meer industriële vormen van automatisering, ook wel procesautomatisering genoemd, zijn het gebruik van programmable logic controllers (PLC's), process control systems (PCS'en, ook wel DCS'en genoemd) en SCADA-pakketten. SCADA-pakketten dienen om een productieproces te tonen (visualiseren) zodat de operators (mensen die de productie in goede banen moeten leiden) op dit proces kunnen ingrijpen indien dit nodig is.
Niet iedere taak is even gemakkelijk te automatiseren. De taken die een computer het beste kan uitvoeren, zijn taken die veel rekenkracht vragen. Op het moment dat een taak volledig kan worden beschreven in het stap voor stap toepassen van logische regels is deze taak in principe geschikt voor automatisering. Denk bijvoorbeeld aan telebankieren, verkeerslichtenregeling of het regelen van het binnenklimaat in een gebouw.
Omgekeerd zijn er taken die een mens beter kan uitvoeren dan een computer. De taken die een mens beter kan uitvoeren, zijn taken waarbij patroonherkenning of complexe communicatie een rol speelt. Voorbeelden zijn  het besturen van een auto of het uitleggen aan een leerling waarom de ene keuze beter is dan de andere.